# Музей Азії і Океанії

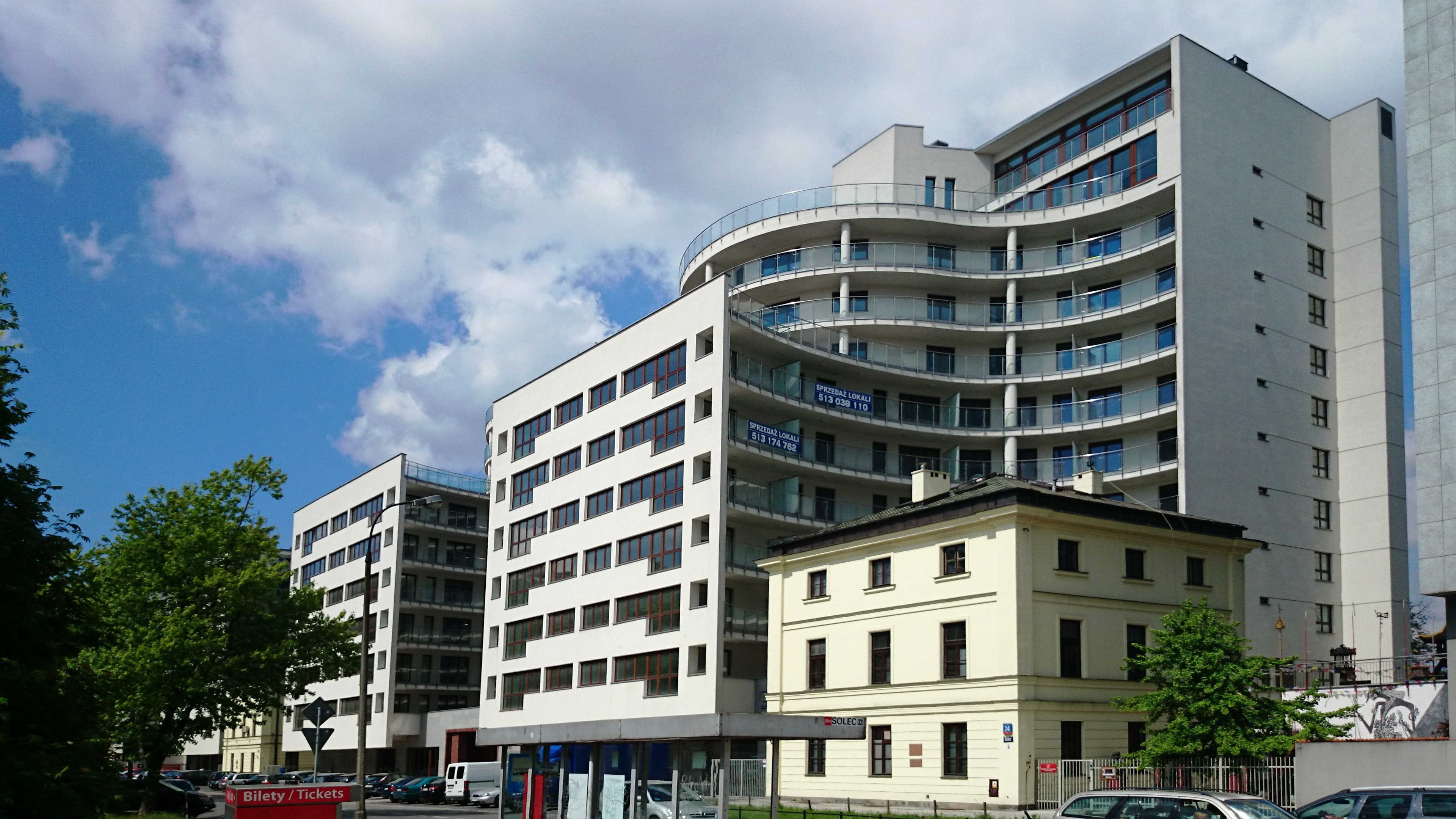
вулиця Солець, 24

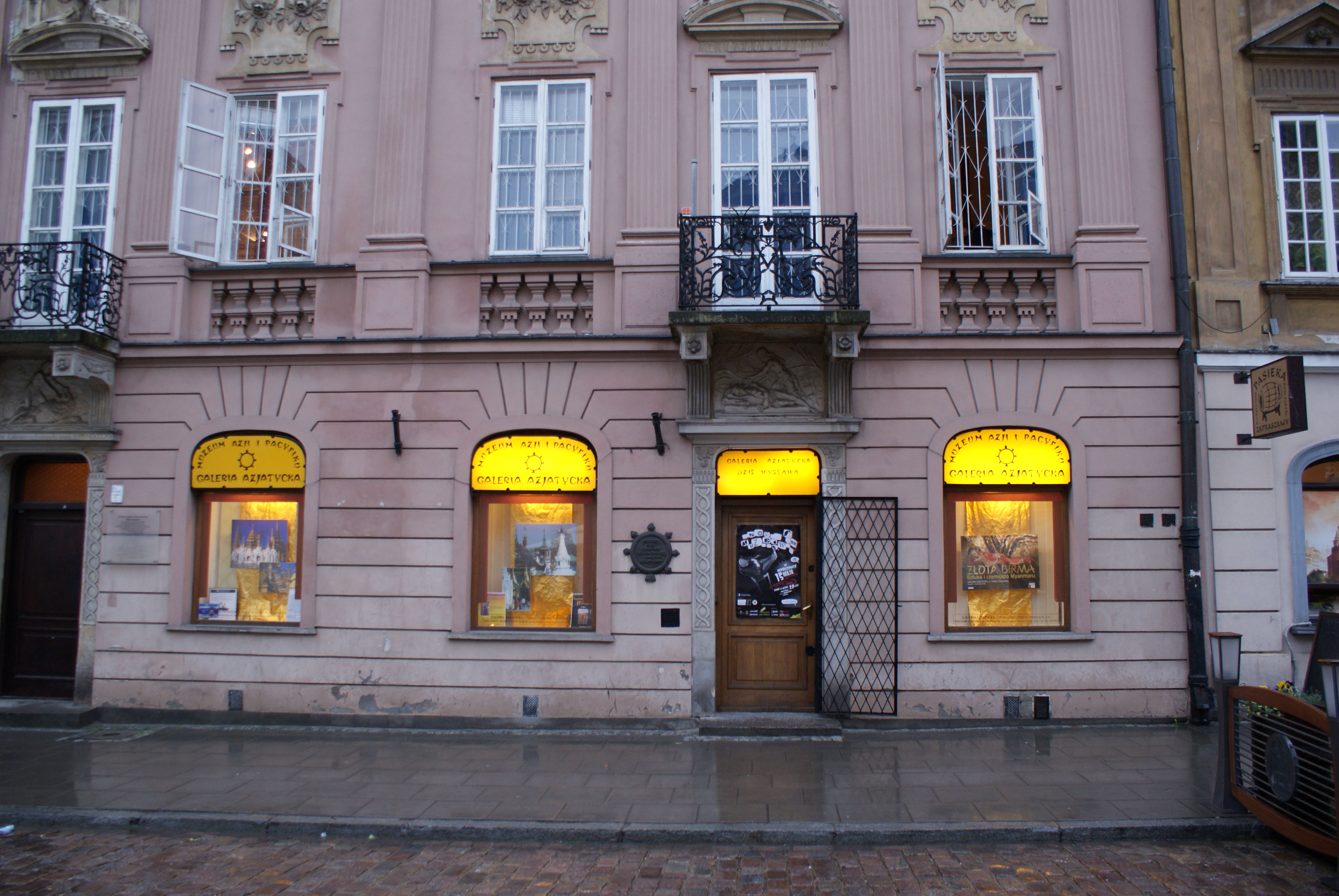
Азійська галерея на вулиці Фрети, 5

Музей Азії і Тихого океану (пол. Muzeum Azji i Pacyfiku) — музей, що знаходиться в місті Варшава, Польща. Музей внесений до  Державного реєстру музеїв. Єдиний музей у Польщі, що демонструє музейні матеріали з країн Азії, Океанії та Австралії. Музей складається з двох відділів — Південної та Азійської галереї. Південний павільйон знаходиться на вулиці Солець, 24 і Азійська галерея — на вулиці Фрети, 5.

## Історія
Музей було засновано у 1973 р. Основою його стала колекція моряка і дипломата Анджея Вавжиняка, який прожив в цілому 27 років у В'єтнамі, Індонезії, Непалі, Лаосі та Афганістані. Будучи приватним колекціонером, він з часом став займатися професійно музейною справою, ставши членом Ради у справах музеїв при польському Міністерстві культури. В даний час він є членом Комітету східних наук  Польської академії наук.
У 1973 р. Анджей Вавжиняк подарував державі своє зібрання творів мистецтв і етнографічний матеріал і став довічним директором і куратором музею.
Основне зібрання музею під час його установи складалося з більш, ніж чотирьох тисяч музейних матеріалів, головним чином з індонезійських островів Ява, Суматра, Борнео, Сулавесі, Балі і  Флорес. У музеї знаходиться велика колекція обрядових і театральних масок, крисів, кам'яних, теракотових і дерев'яних скульптур, ляльок яванських театрів ваянг куліт і ваянг голек, зразків національних тканин, традиційної та сучасного індонезійської живопису.
У 2002 р. музей підписав угоду з інвестором про будівництво поруч з відділом на вулиці Солець нової будівлі для музею. У 2006 р. почалося будівництво нового приміщення музею.

## Діяльність музею
В даний час зібрання музею поповнюється за рахунок приватних пожертвувань і музейних надбань предметами з усіх країн Азії та Австралії і налічує понад 25 тис. експонатів. Колекція музею нині складається з матеріалів з Індонезії,  Китаю, В'єтнаму, Індії, М'янми, країн буддійської традиції ваджраяни (Монголія, Непал і Тибет), Центральної Азії та Афганістану. Музей також збирає сучасні картини, гравюри і малюнки художників країн Азії та Австралії.
При музеї діє наукова Азійська бібліотека, яка налічує понад 14 тис. книг і 200 найменувань польських та іноземних журналів.
Музей займається просвітницькою діяльністю, організовуючи різні заходи по культурі, релігії, філософії та мистецтві азійських країн. Музей організовує кінопокази, поетичні вечори, зустрічі з різними мандрівниками і представниками східних релігій.

## Галерея

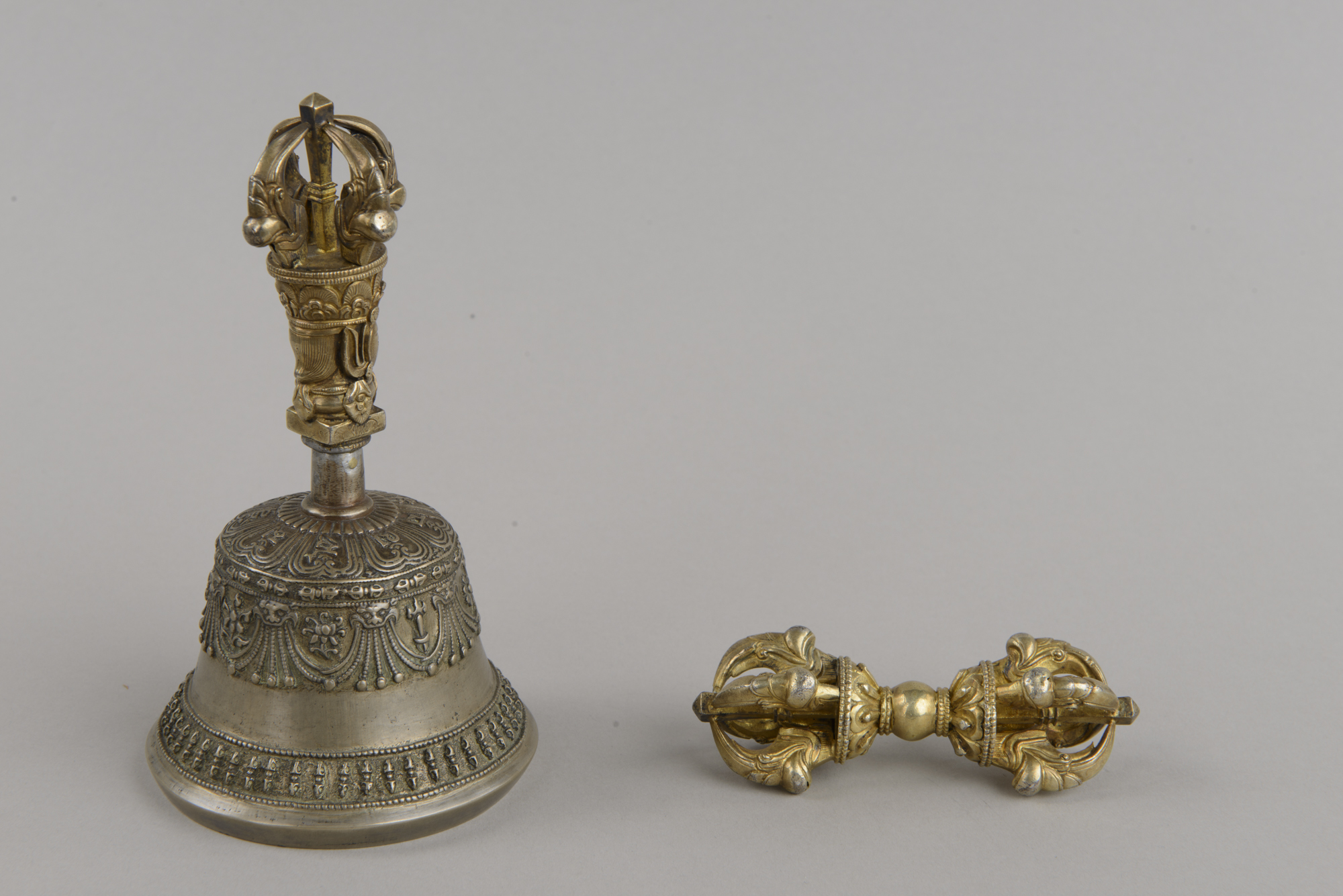
Дзвоник і скіпетр влади ваджра (Китай)
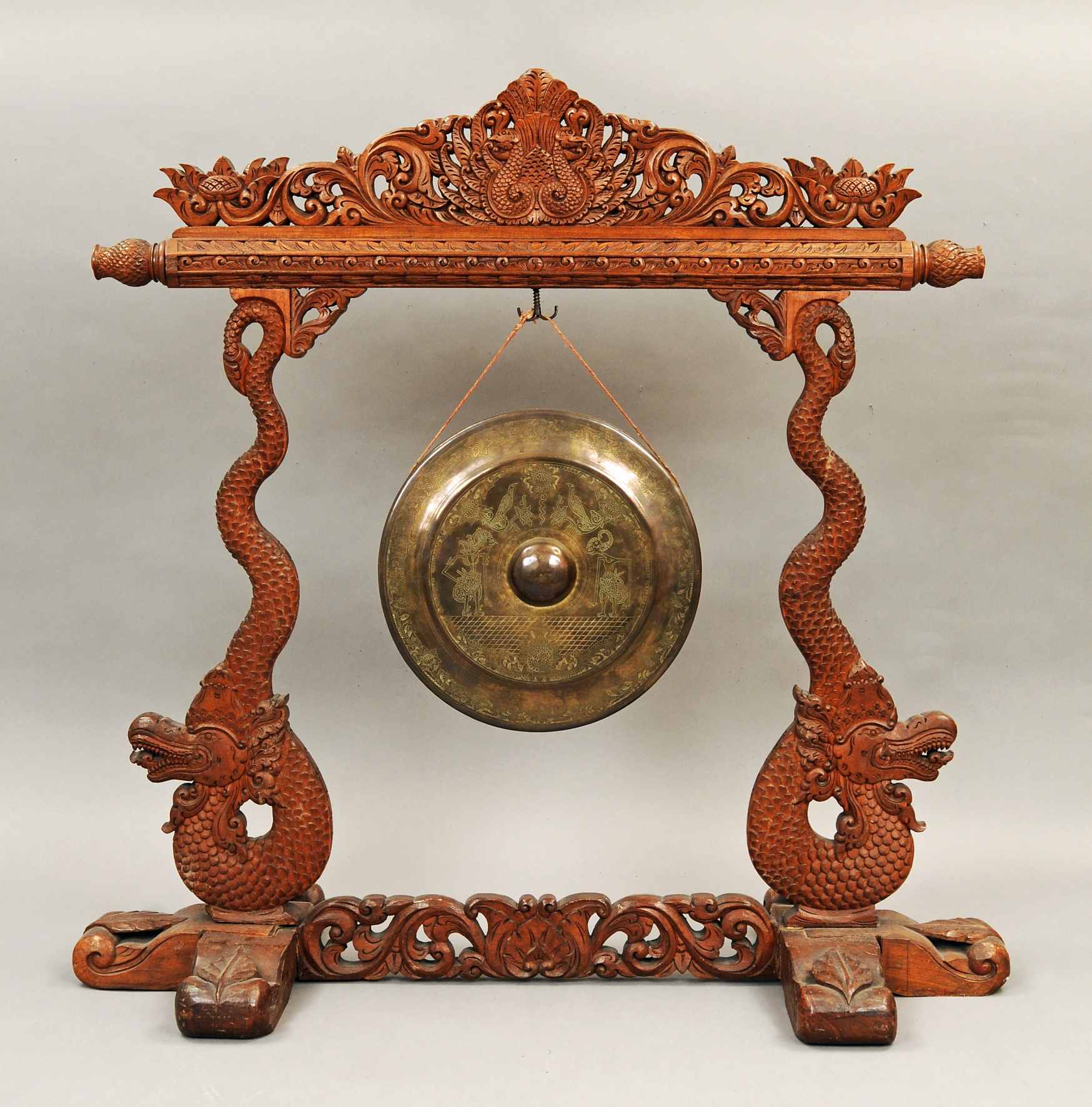
Гонг (Центральна Ява)
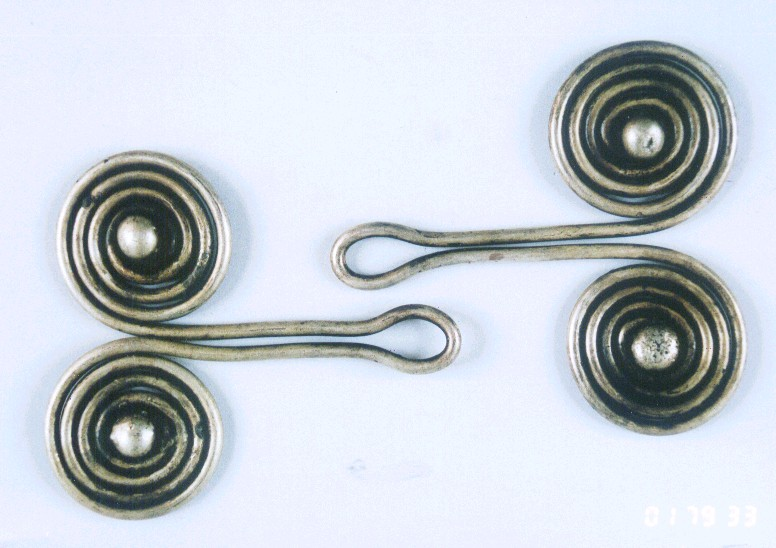
Сережки типу Паданг (Суматра)
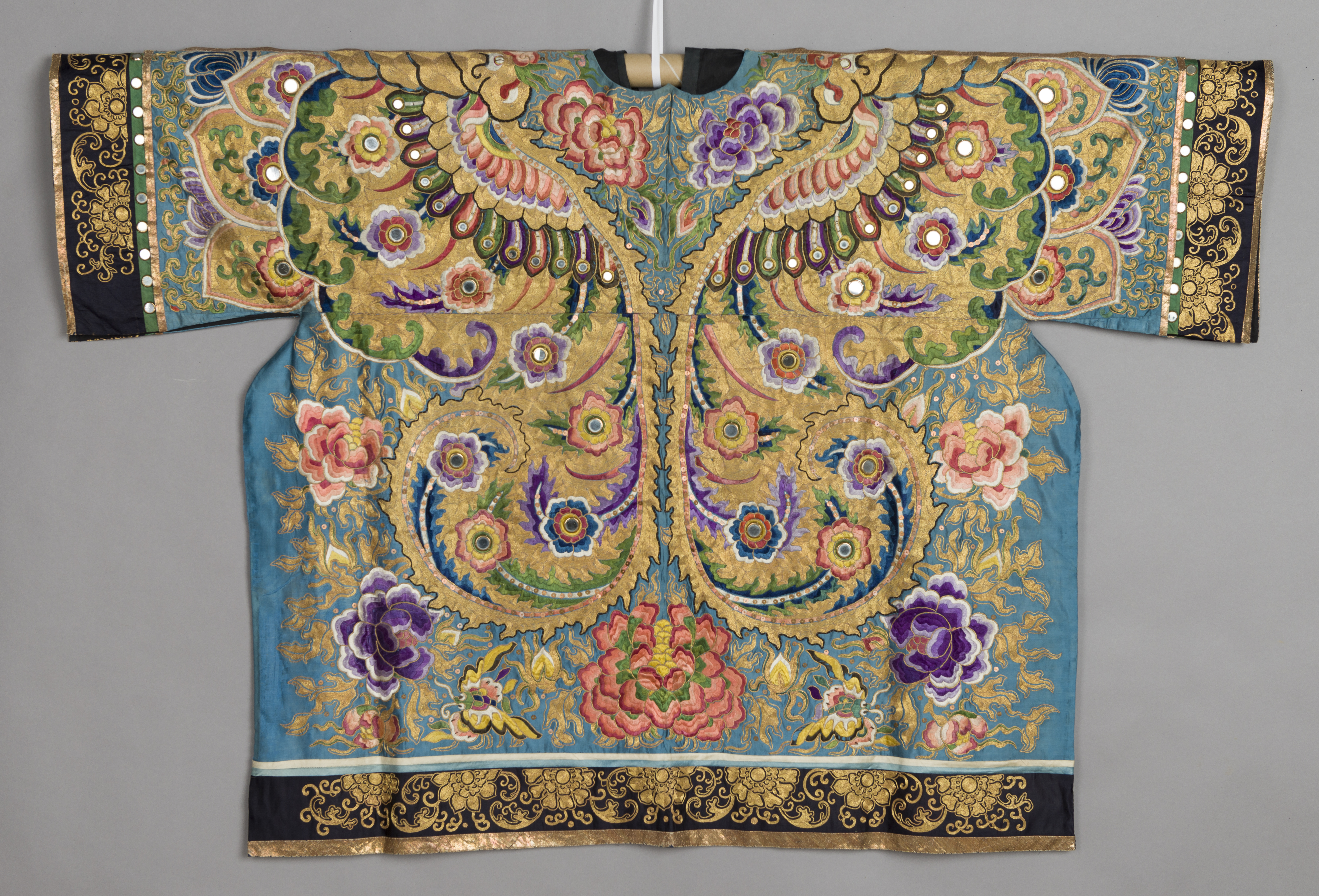
Театральний костюм (Китай)
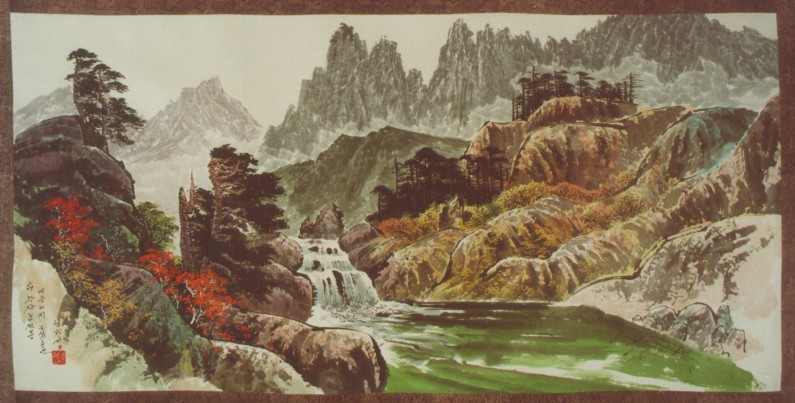
Гірський пейзаж- Chang Sob (Корея)
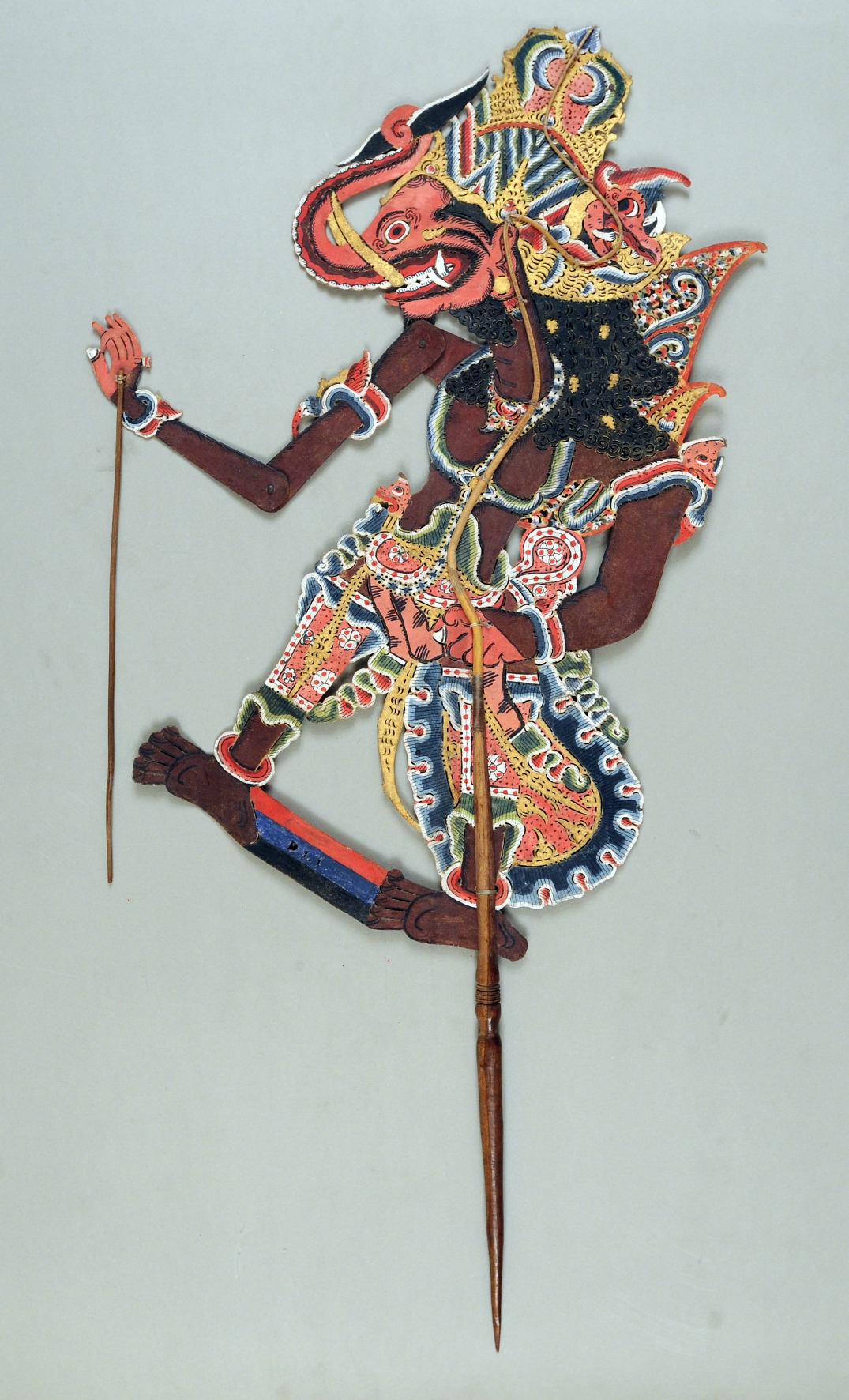
Лялька театр тіней Wayang Kulit - Ганеша (Індія)
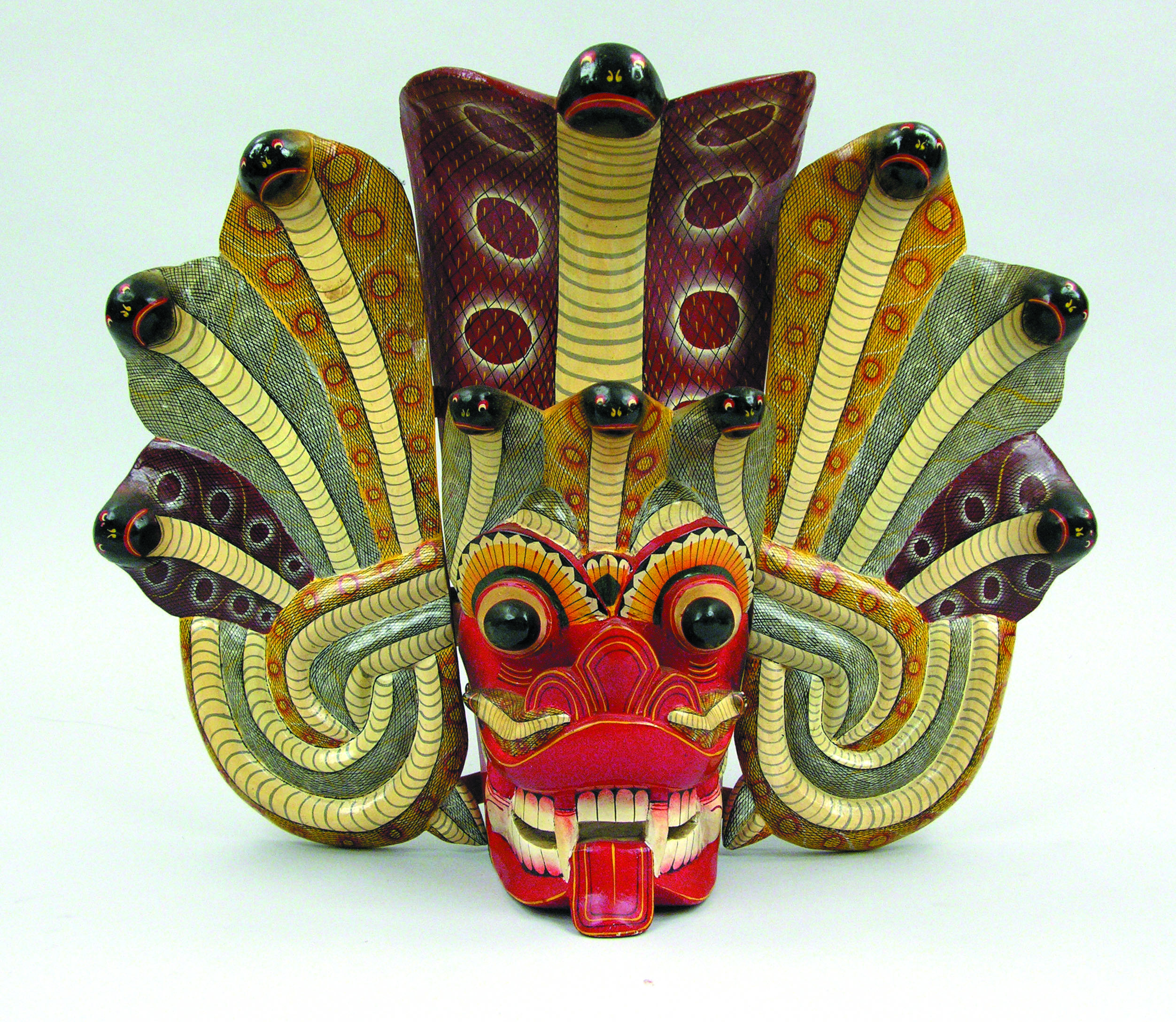
Танцювальна маска (Шрі-Ланка)
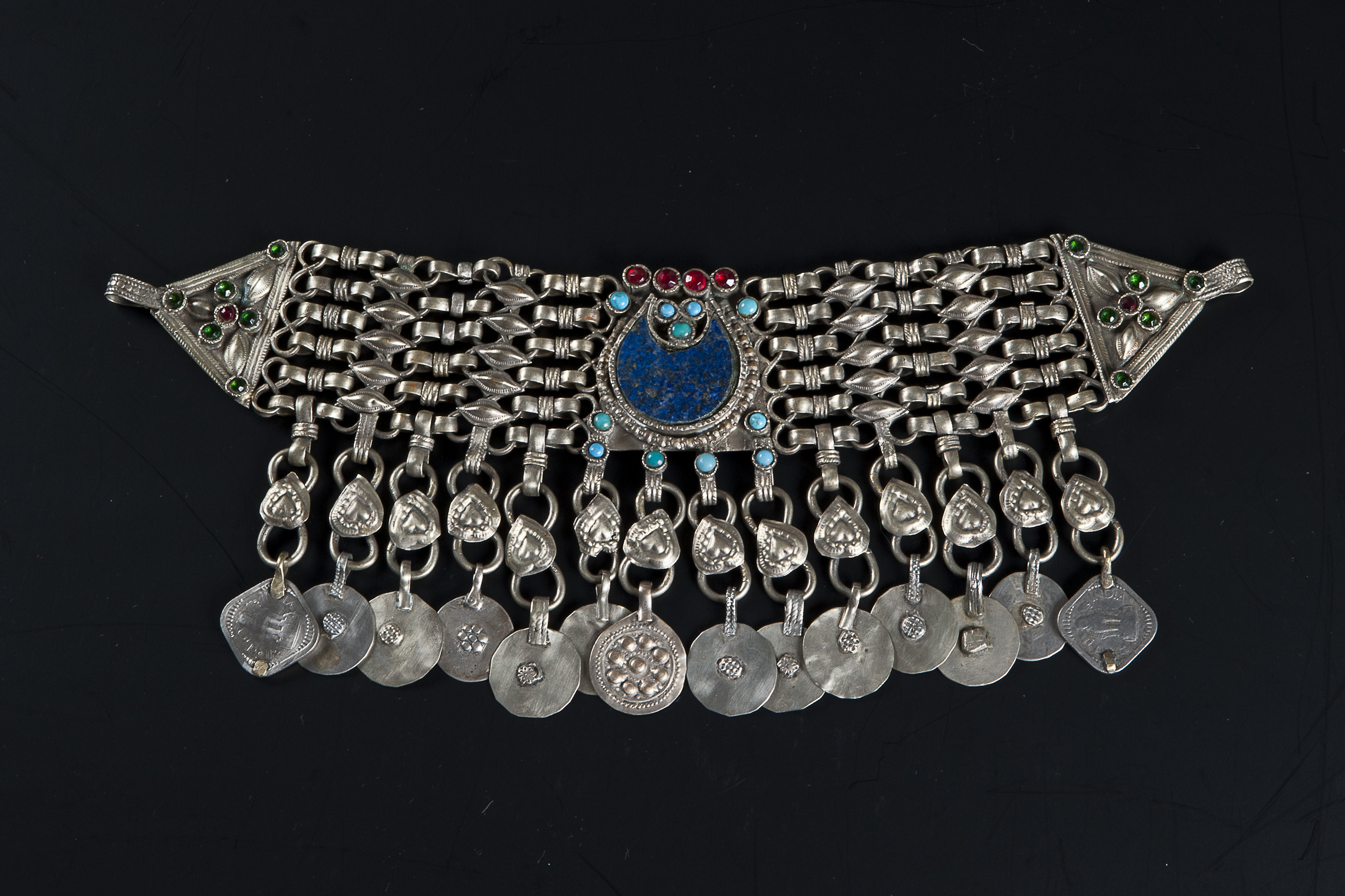
Намисто (Афганістан)
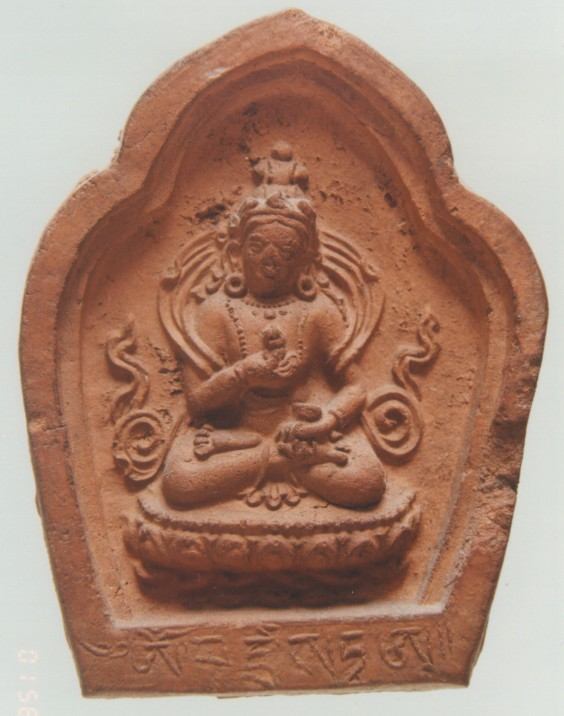
Барельєф Tsa-Tsa - Budda (Монголія)
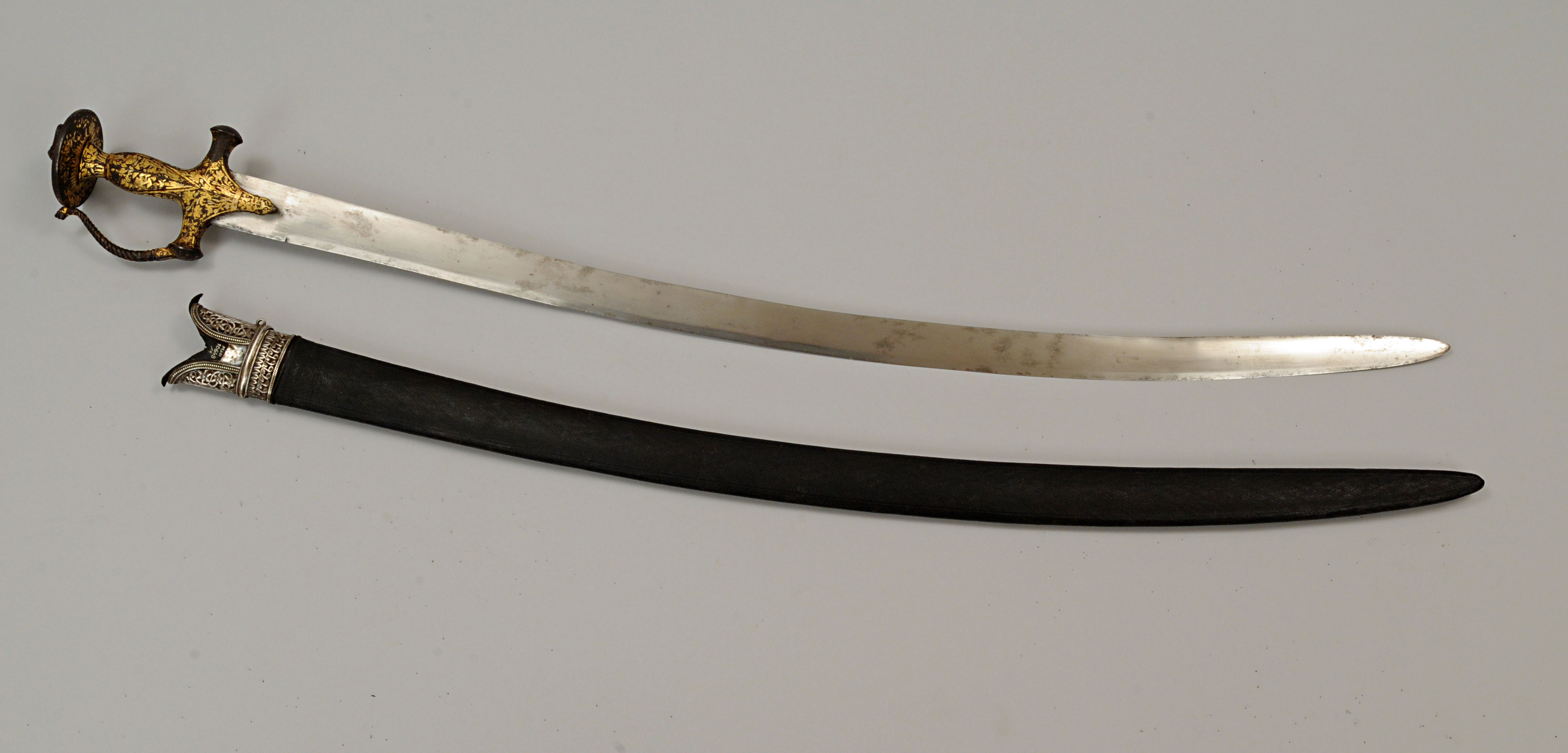
Шабля тальвар (Індія)
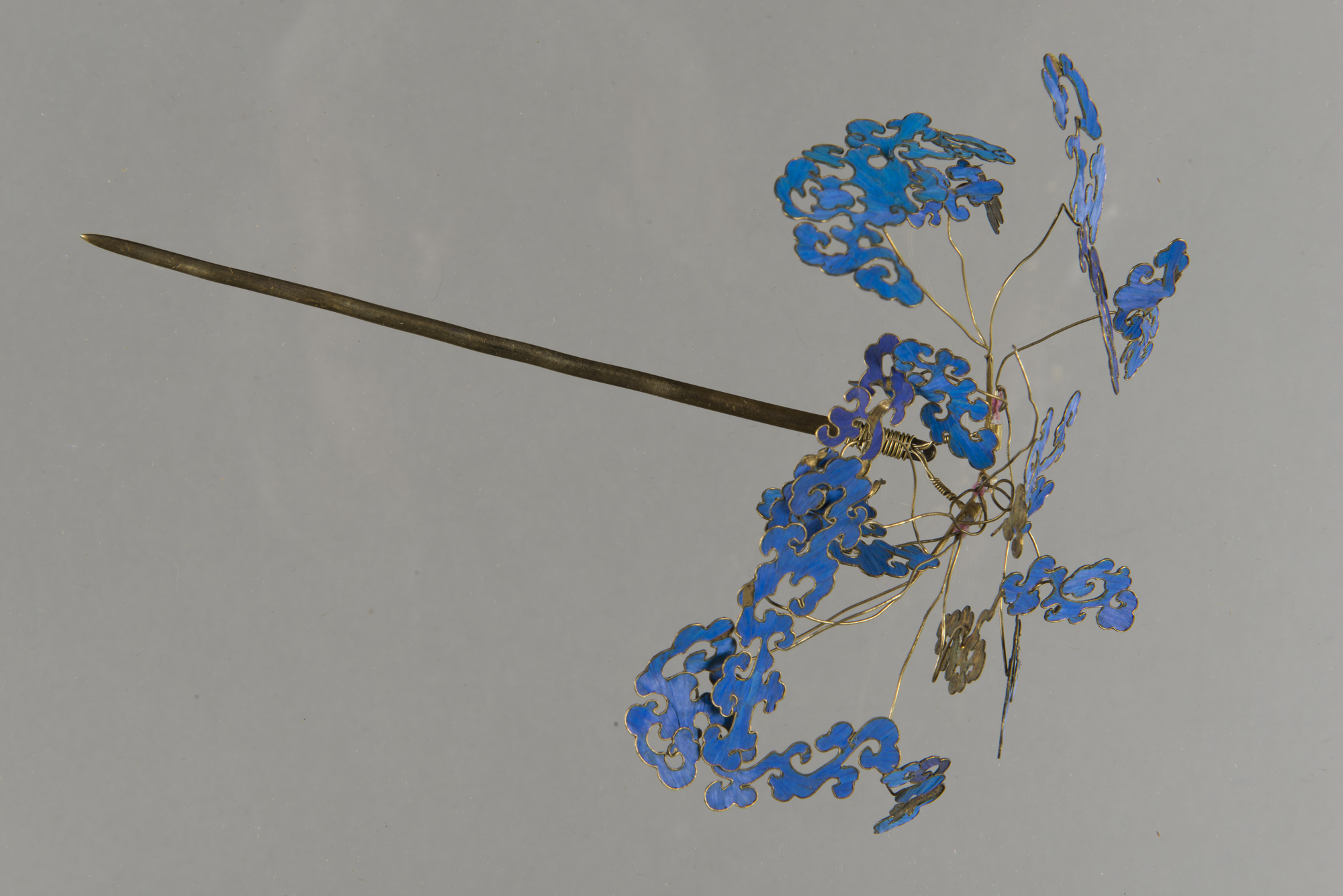
Шпилька (Китай)
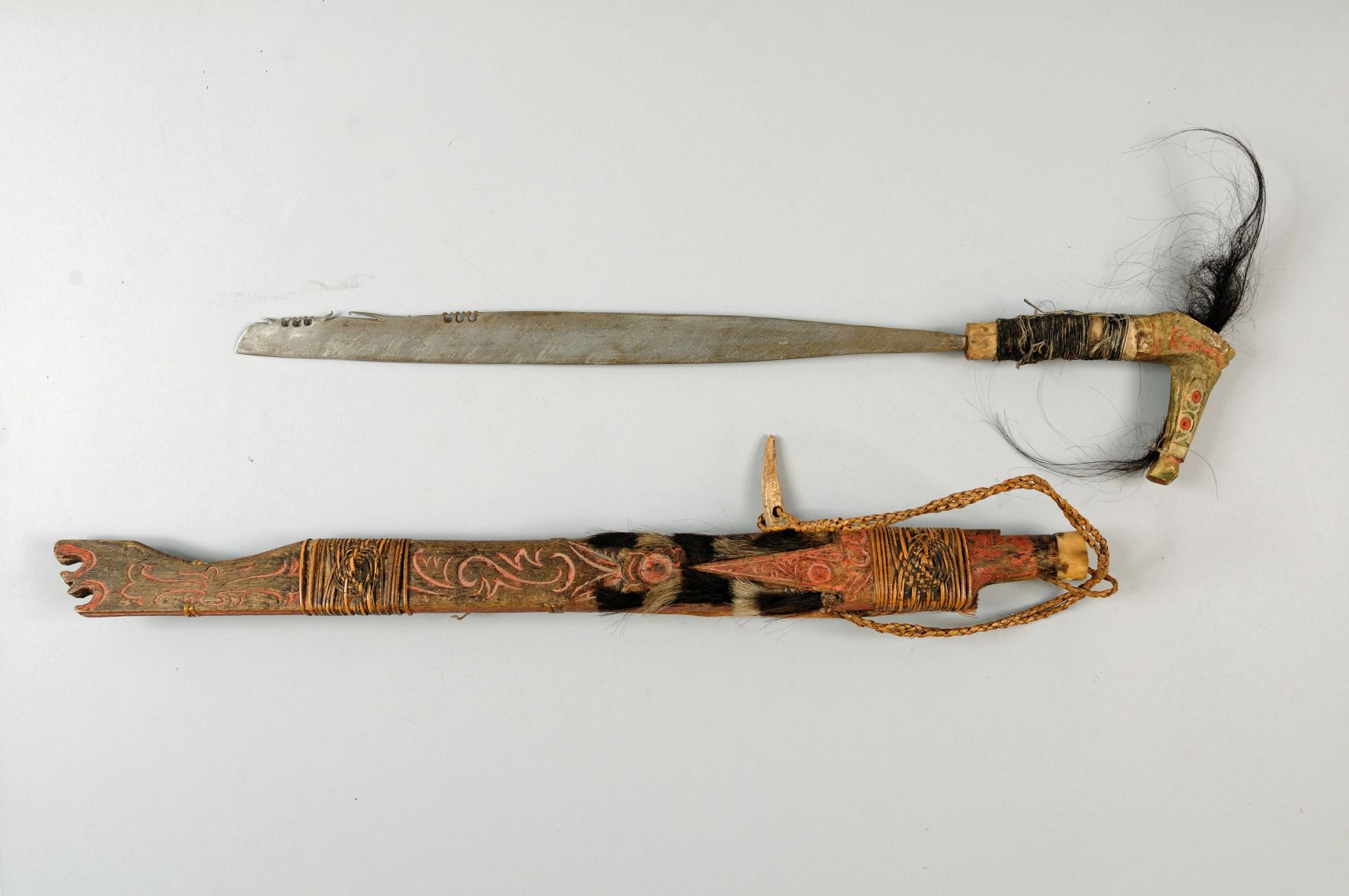
Ніж паранг[en] (Індонезія)
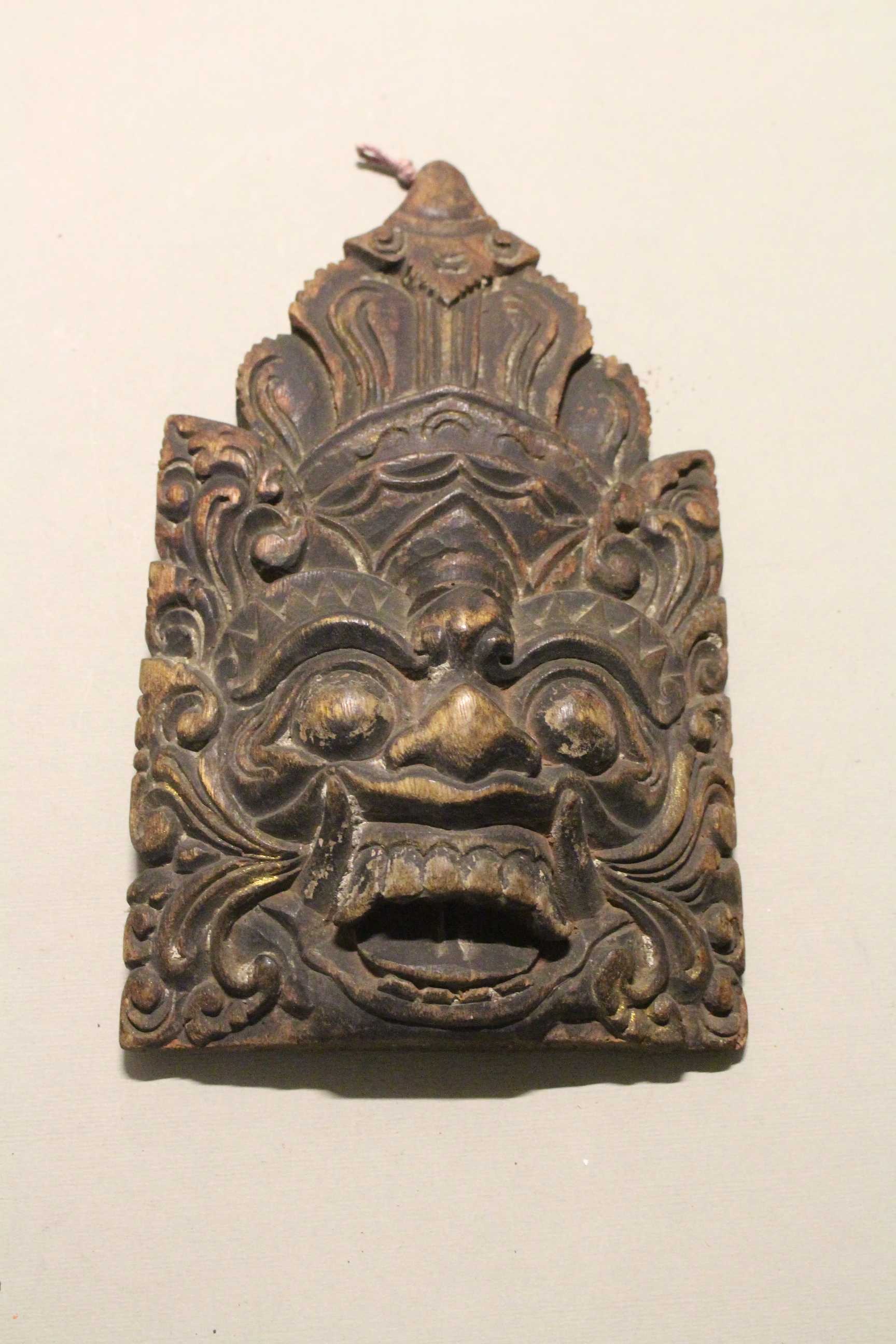
Маска для обличчя демона (Індонезія)
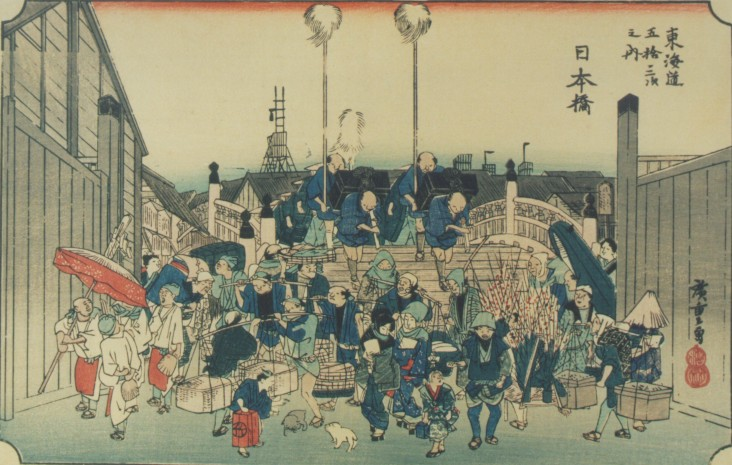
Вид з моста в Токіо з циклу 53 станцій Токайдо (Японія)

## Виставка скульптур у Ботанічному саду

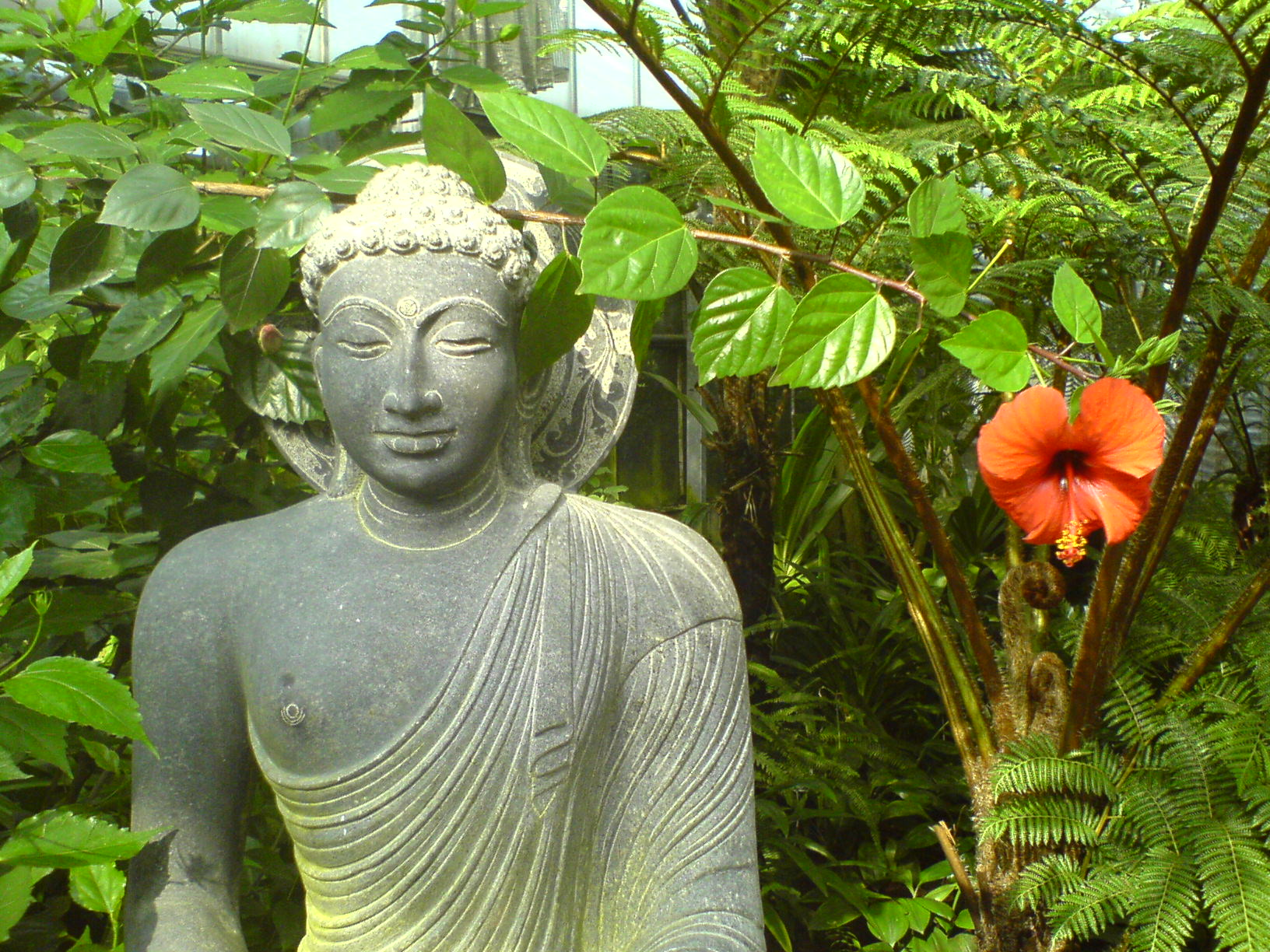
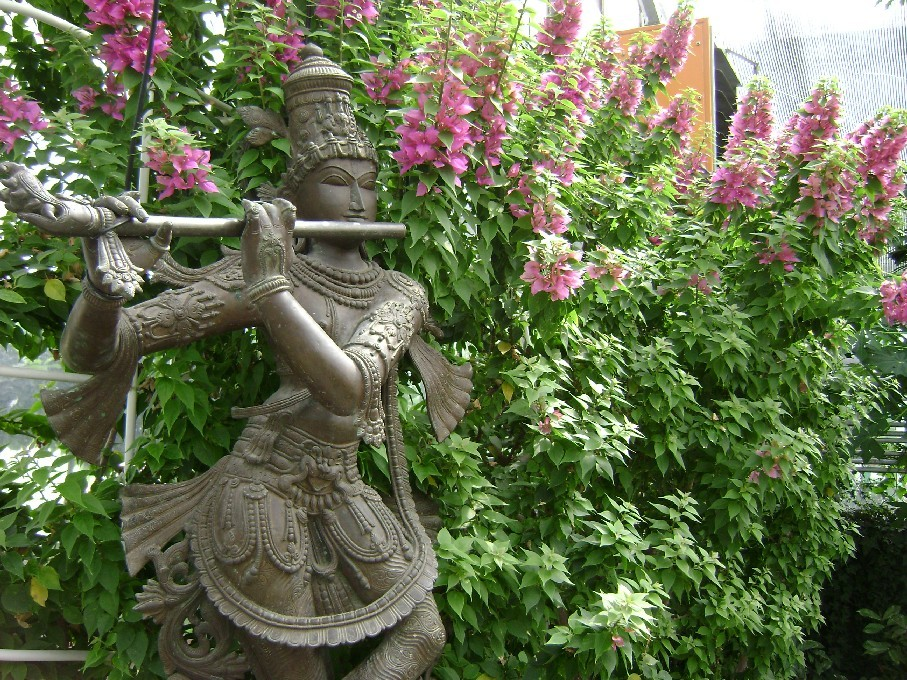
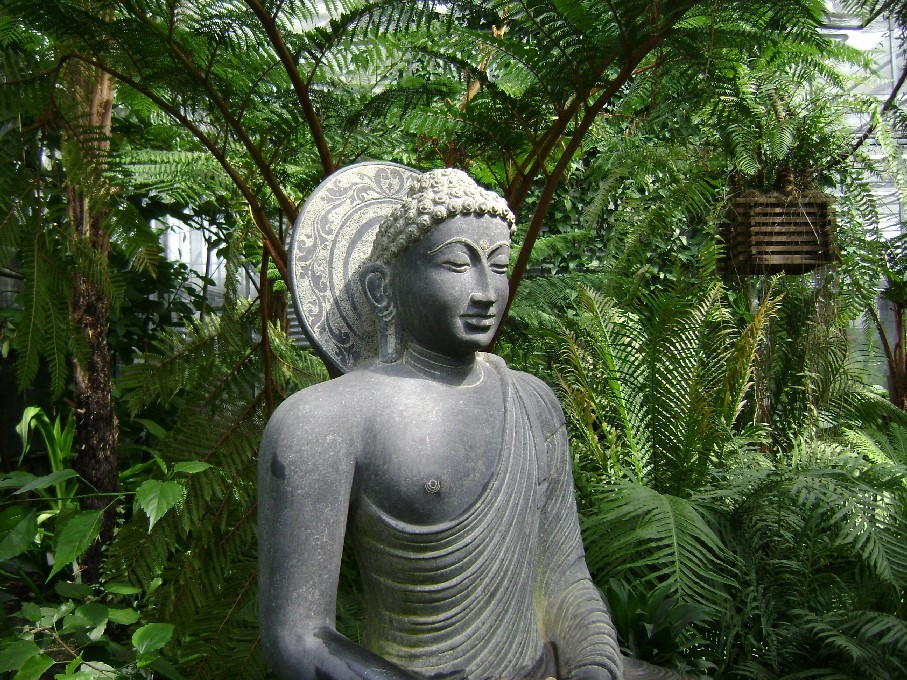
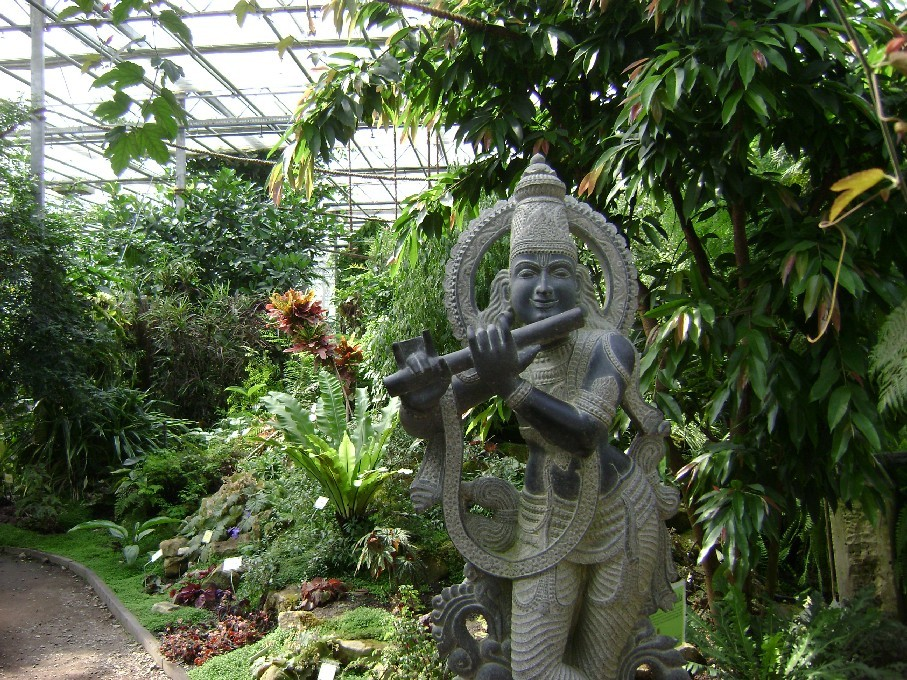
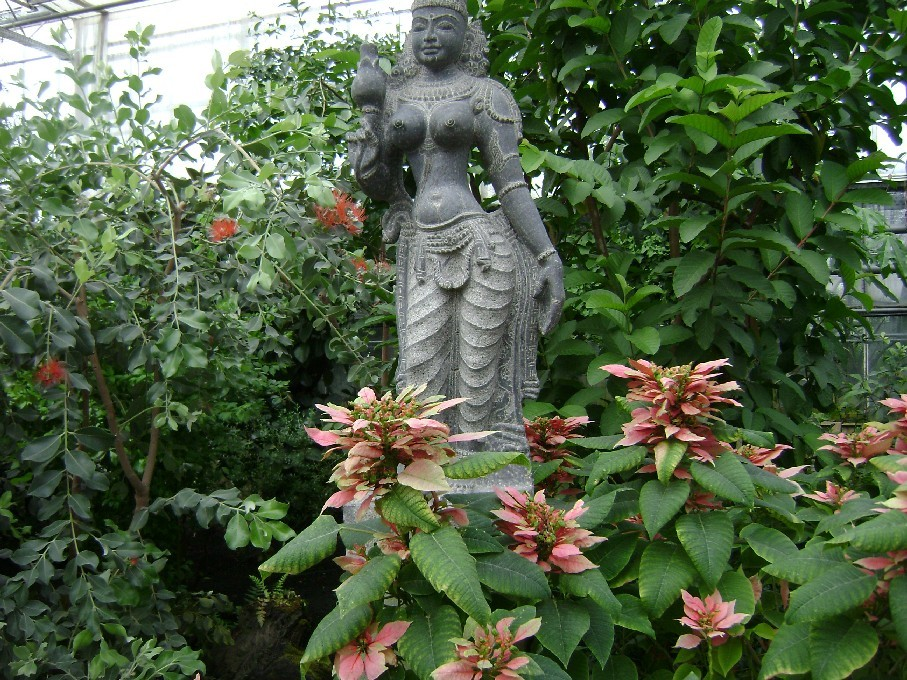
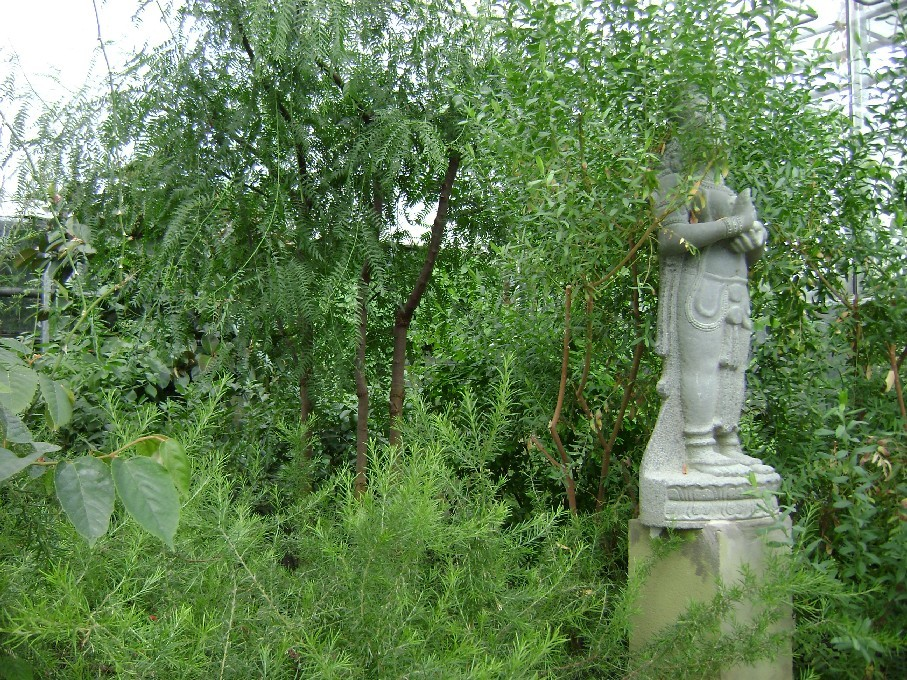
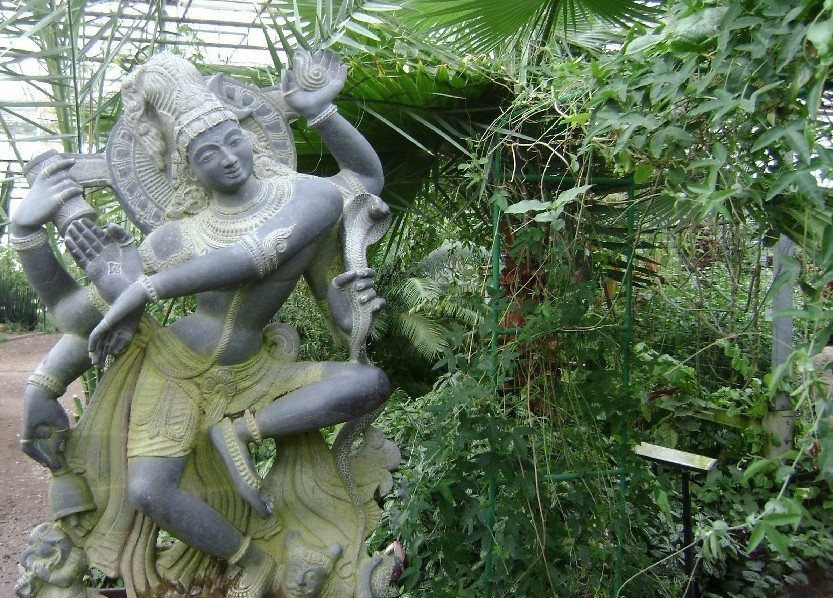
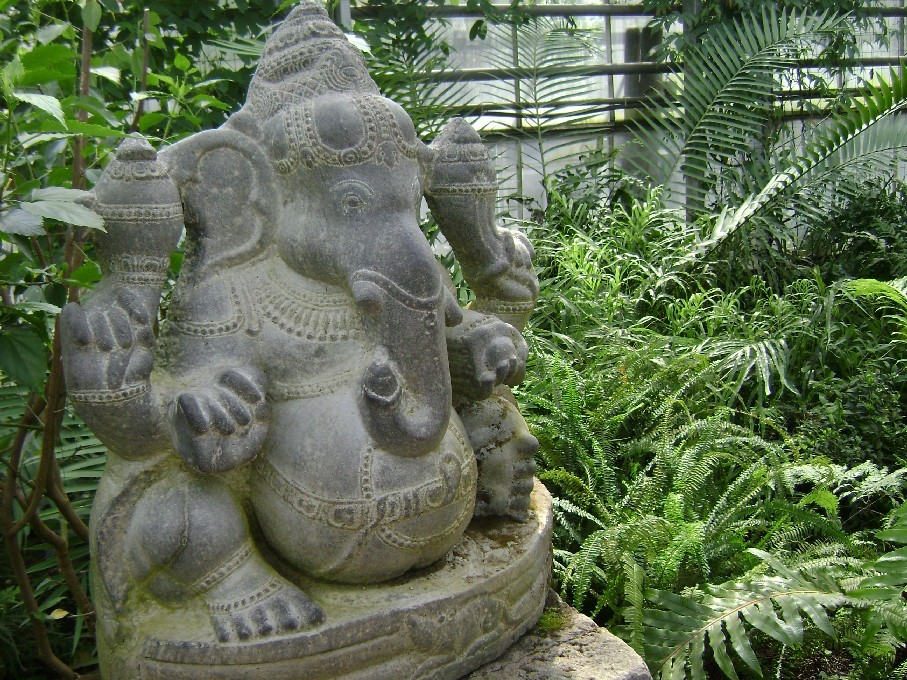
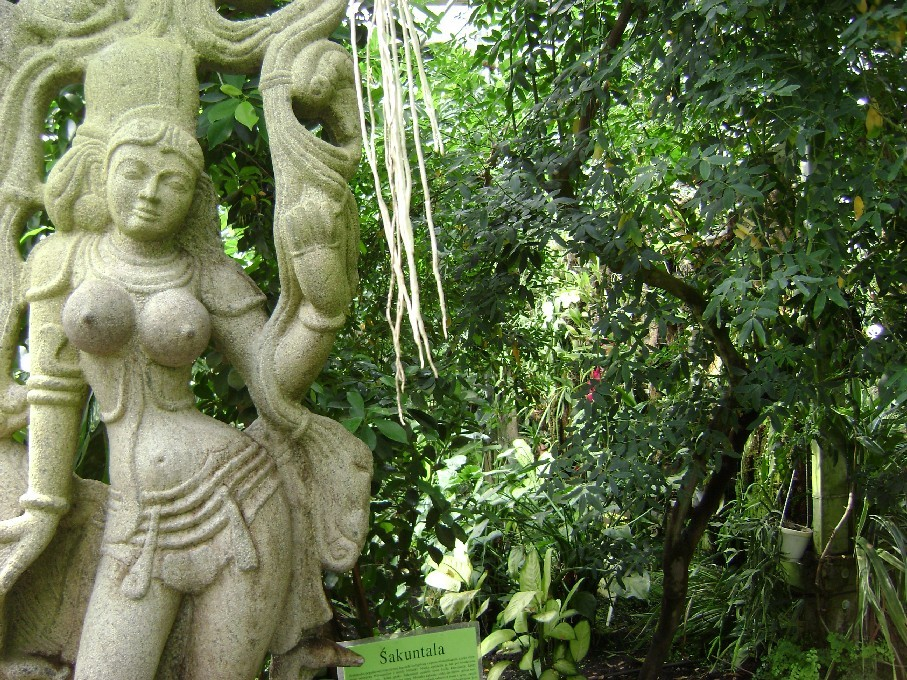
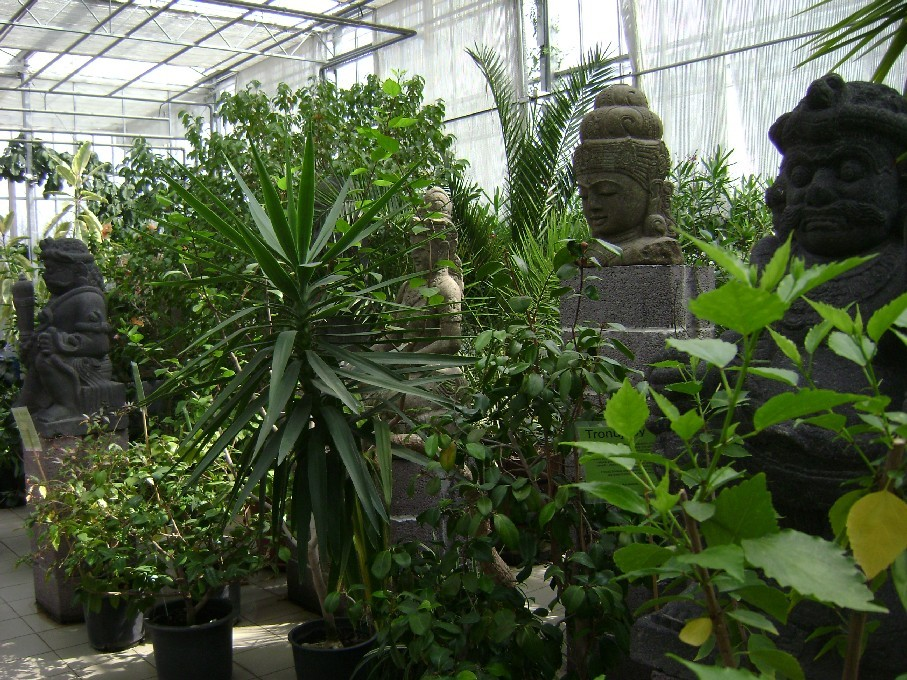
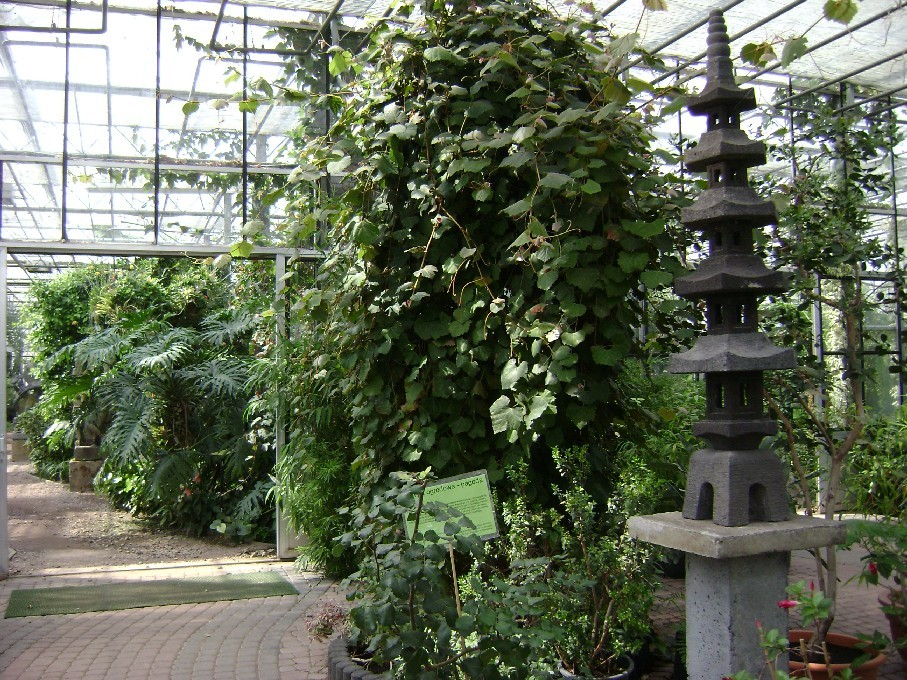
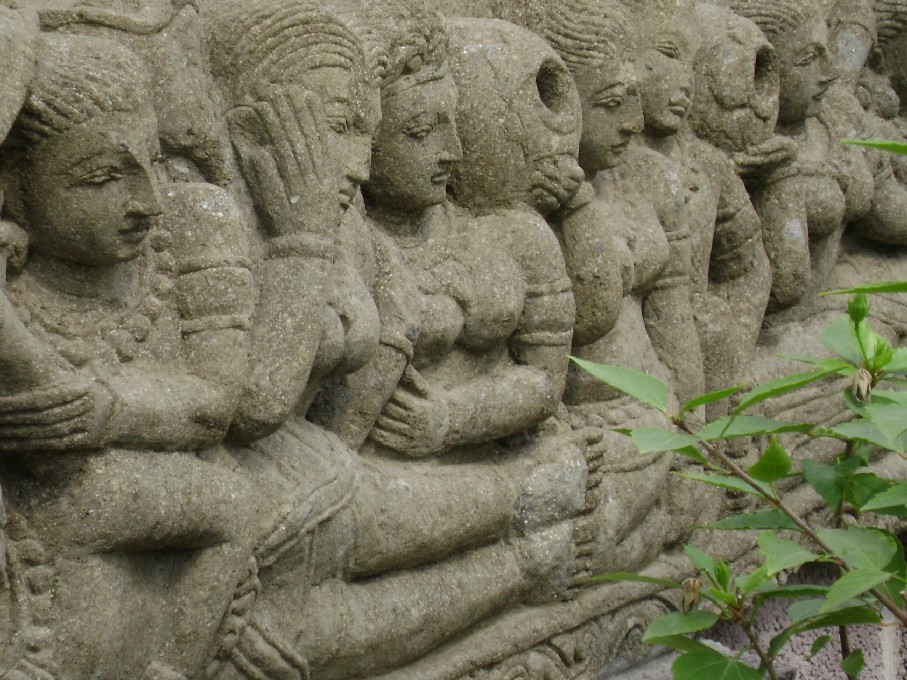